# Comando de Aeródromo A (o) 13/XII
El Comando de Aeródromo A (o) 13/XII (Flieger-Horst-Kommandantur A (o) 13/XII) fue una unidad de la Luftwaffe durante la Segunda Guerra Mundial.

## Historia
Fie formado el 1 de abril de 1944 en Herzogenaurach. El 15 de junio de 1944 es renombrado Comando de Aeródromo A (o) 29/VII.

## Comandantes
- Mayor Wilhelm Gutsche – (1 de abril de 1944 – 15 de junio de 1944)

## Servicios
- abril de 1944 – junio de 1944: en Herzogenaurach bajo el Comando de Base Aérea 11/XII.